# 우팔리

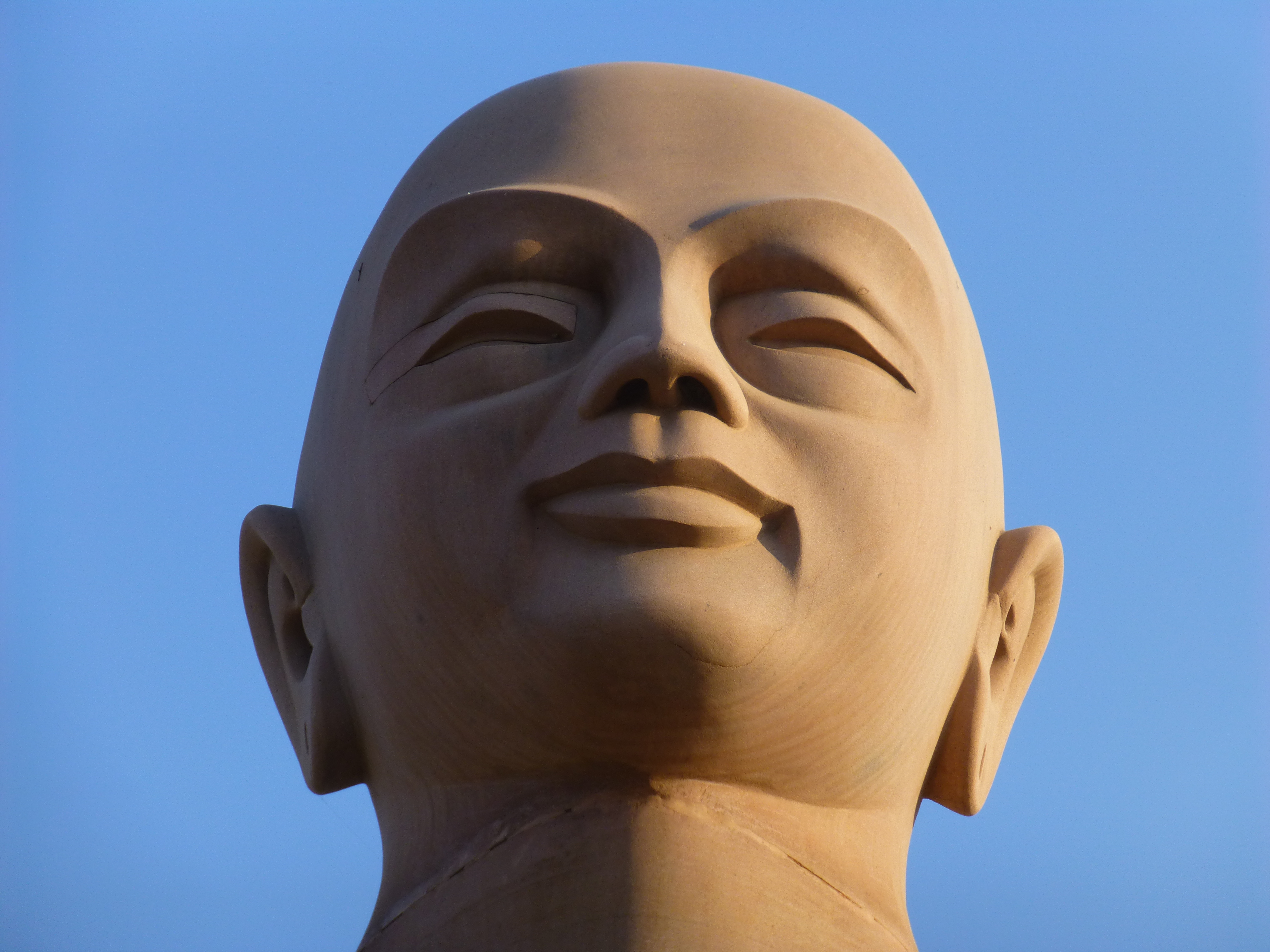

우팔리(산스크리트어: उपालि, 팔리어: Upali) 또는 우바리(優波離)는 석가의 십대제자의 한 명. 지률제일로 칭해졌다.

## 이름
- 산스크리트어: Upali
- 팔리어: Upali
- 다른 음차: 우파리, 오파리, 오파이, 화리 등
- 역 (의역 포함)·의미: 근집, 근취 등

## 경력
그는 인도의 카스트에서도 하층인 수드라의 출신으로, 카피라성에서 석가족의 제의 왕자의 이발사였다. 석가가 실다 (싯다르타) 라는 태자의 무렵에 집사였다고도 말한다.
석가가 카피라성에 귀국해, 손타라난타, 나후라가 제자가 된 후, 아나률, 발제이가 (바드리카, 혹은 밧디야. 동명의 사람이 오비구의 한 명에도 있지만 다른사람), 금비라, 파구, 아난, 데바닷타의 6명 (혹은 난제가를 더한 7명 모두)의 제왕자가 불제자가 되는 것 같다는 이야기를 들어, 그도 왕자들에 따라 아누피야마을에 있던 석가불의 아래에서, 제왕자를 그대로 두어 먼저 불제자가 되었다.
아나률이 출가할 경우에 동반해, 그 소유물을 받지만, 그것보다 석가의 가르침이 위대하다고 거부해, 먼저 출가했다.
제왕자들은 석가불보다, 의례에 따라 먼저 출가한 사람을 차례로 존경해 예배하도록 명해, 슈드라 출신인 우파리에게도 예배했다. 이것을 본 석가불은 「석가족의 고만한 마음을 잘 깨었다」라고 찬탄했다.
그는 계율을 잘 지켜 정통하는 일로부터, 석가 교단에서의 규율은 그에 의해서 설치된 것이 많아, 그와 유행 하는 사람은, 모두 지률자이라고까지 말해졌다.
석가 입멸 후, 제1회의 불전 결집에서는, 아난이 경을 송 냈지만, 그는 계율을 송내밀기 편찬의 중심 인물로서 활약했다.